# Kościół św. Antoniego Wielkiego w Libercu
Kościół św. Antoniego Wielkiego w Libercu (czeski: Kostel svatého Antonína Velikého) – kościół wyznania rzymskokatolickiego w Libercu, którego historia sięga 1579 roku. Świątynia znajduje się na ulicy Kostelní w obszarze między placem Dr. Edvarda Beneše i placem Sokolovským. Stanowi punkt orientacyjny na terenie miasta. Jest chronionym zabytkiem kultury.

## Historia

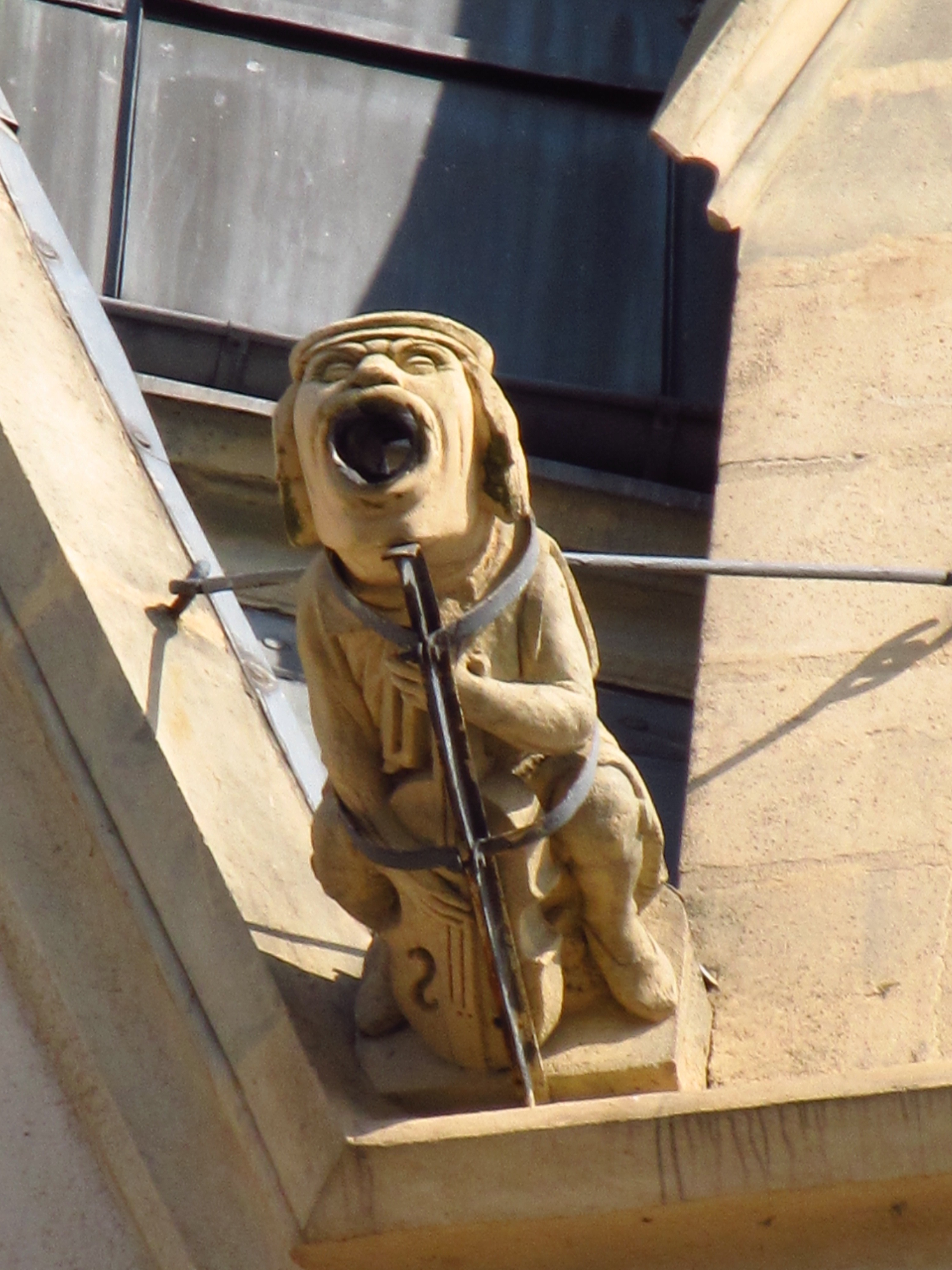
Rzygacz na dachu kościoła

Dzisiejszy kościół stoi na miejscu starszej, drewnianej świątyni, która jeszcze w XIV wieku znajdowała się na środku ówczesnego cmentarza miejskiego.
Przebudowę pierwotnej drewnianej budowli na murowany, trójnawowy kościół według planów nieznanego budowniczego z Görlitz rozpoczęto 17 czerwca 1579 roku. Odpowiedzialny był za nią Georg Leypold. Kamień węgielny pod nowy kościół położono 24 września, co czyni go pierwszym murowanym budynkiem w Libercu. O jego dekorację rzeźbiarską zadbali Christoph Briefe oraz Michel i George z Hodkovic nad Mohelkou

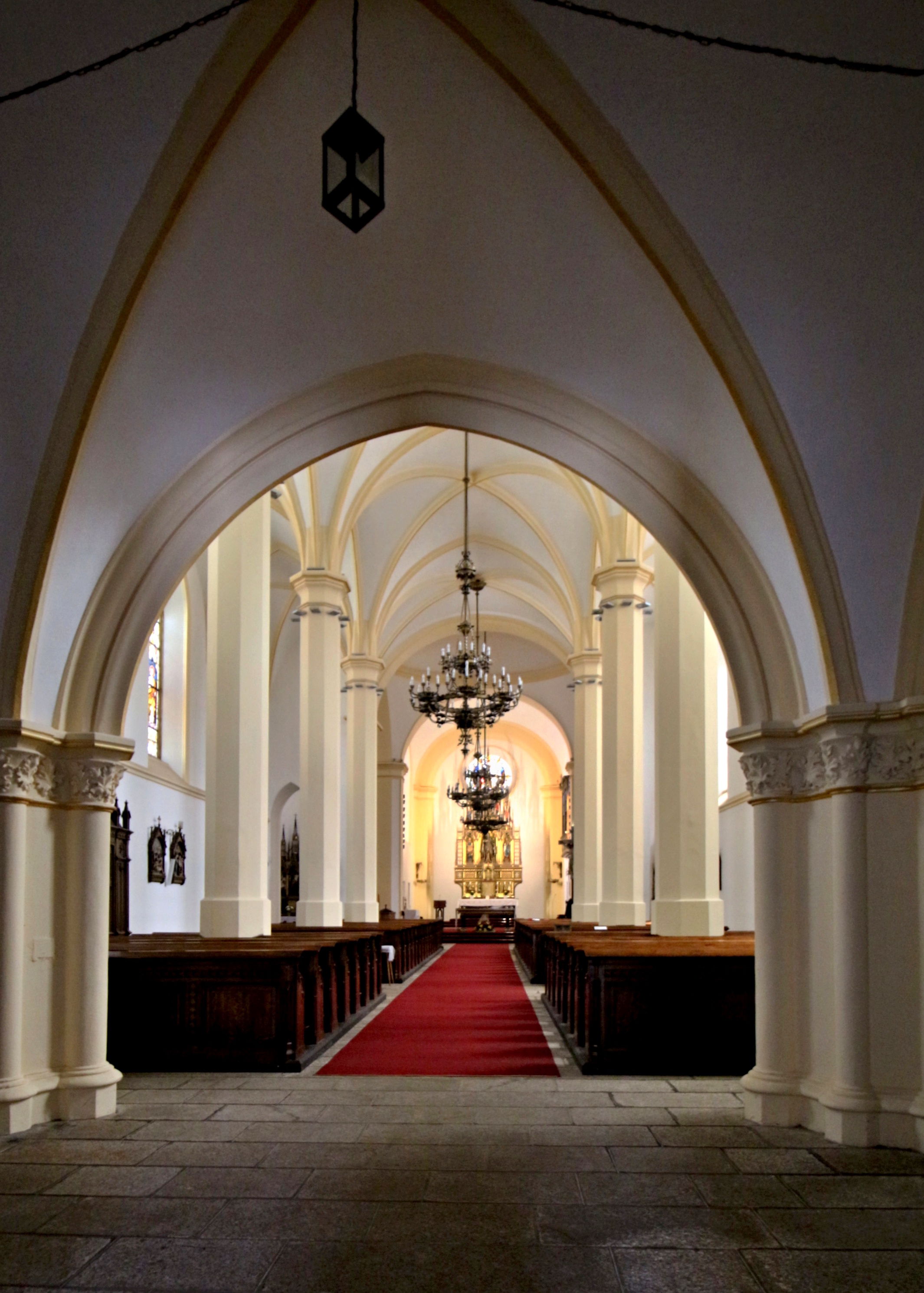
Wnętrze kościoła

Sama budowa gotyckiej, kwadratowej wieży trwała trzy lata. 20 września 1582 r. na jej szczycie ówczesny namiestnik Ulryk z Rosenfeld umieścił pamiątkowy dokument. Jednak pierwotny mistrz nie był w stanie ukończyć konstrukcji o długości 47 łokci (36,6 m), najwyraźniej nie mając wystarczającej wiedzy, aby wykonać sklepienie przestrzeni świątyni. Osiągnął to dopiero inny budowniczy, Mark Antonio Spazio, który musiał wzmocnić budynek filarami i kolumnami. Prace zakończył 30 listopada 1587 roku. Kościół był wówczas kilkakrotnie naprawiany, kilkakrotnie uderzał w niego piorun. Największe zniszczenia poniósł jednak podczas wojny trzydziestoletniej, kiedy to Szwedzi splądrowali go i uszkodzili organy. Do czasu wyświęcenia kościoła Świętego Krzyża w 1695 roku był to jedyny kościół w Libercu.
Ponieważ z czasem świątynia stawała się niewystarczająca dla rosnącej liczby wiernych, w 1733 roku hrabia Filip Josef Gallas postanowił ją rozbudować. Przebudowę zlecił Johannowi Felgenhauerowi z Nowego Miasta pod Smrkem. Wydłużył on kościół o 20 łokci (15,6 m) i dobudował transept, jednocześnie odnawiając wieżę, ołtarze i ambonę. Rozbudowę zakończono 16 października 1735 r.  Niewiele po niej w wieżę ponownie uderzył piorun. Pożar w 1787 r. stopił nawet wszystkie cztery dzwony.
Po renowacji w 1859 r. rozważano wymianę pierwotnej, stosunkowo niskiej (37,30 m) wieży na nowszą i wyższą. Opracowanie projektu powierzono wiedeńskiemu architektowi Ludwigowi Tischlerowi, który pracował nad nim z radcą budowlanym Heinrichem Ferstelem. Liberecka firma Sachers i Gärtner rozpoczęła budowę 27 października 1879 roku, a zakończyła ją 27 sierpnia 1880 roku, sadząc na jej szczycie mak i krzyż. Wieża otrzymała nowy zegar oświetlony lampą gazową oraz smukły, ostrosłupowy dach, osiągający wysokość 70,50 m, dzięki czemu od wielu lat jest najwyższą budowlą w mieście.
W trakcie budowy obniżono również posadzkę świątyni o 50 cm oraz usunięto trzy podziemne krypty. Istotnym zmianom uległo także wnętrze kościoła, które wymalował liberecki malarz Otto Dresen według projektu wiedeńskiego artysty J. Jobsta. Witraże do czternastu gotyckich okien dostarczyli Filip Pohl i żytawski malarz Türcke. Firma kamieniarska Leimer i synowie z Wiednia wykonała ołtarze główny i oba boczne oraz nową ambonę. Odbudowano także chór muzyczny i organy. Ławki kościelne wykonał stolarz Franz Schefler z Ruprechtu według projektu profesora Artura Brausewettera z Libereckiego Instytutu Technologicznego.
Same przebudowy wnętrza rozpoczęto 21 marca 1881 r., a 20 stycznia 1883 r. ponownie otwarto kościół. 13 czerwca 1883 r. konsekrował go już jako archidiakon litomierzycki biskup Jan Schöbel. Budowa nowego ołtarza głównego i wyposażenie wnętrza nadało kościołowi niemal obecny kształt.
W 1930 r. zainstalowano w nim nowe organy, a w 1957 r. umieszczono na wieży nowe dzwony w miejsce starych, zniszczonych w czasie wojny. W 1976 r. zautomatyzowano dzwony. Następnie kościół był kilkakrotnie remontowany: w latach 1969-71, 1978 (ołtarze boczne), 1980 (obrazy Drogi Krzyżowej), 1981 (ołtarz główny i ambona), 1994 (dach).